# Потапов, Виктор Михайлович
Потапов, Виктор Михайлович (2 апреля 1917, Петроград — 30 мая 1988, Москва) — профессор органической химии МГУ, один из лидеров школы стереохимии своего времени, ветеран Великой Отечественной войны и заслуженный деятель науки РСФСР.

## Биография[1]
Свою трудовую деятельность в области химии В. Потапов начал уже в 14-летнем возрасте, когда стал учеником-лаборантом в химической лаборатории фабрики «Союз». Параллельно работе он учился на вечерних курсах в ФЗУ. В 1934 году поступил на химический факультет МГУ имени М. В. Ломоносова, который окончил с отличием. С начала Великой Отечественной войны (июль 1941) находился в действующей армии СССР. Участвовал в военных действиях на Юго-Западном, Сталинградском, 4-м Украинском фронтах. Виктор Михайлович Потапов получил звание капитана и должность помощника начальника отделения управления контрразведки «СМЕРШ».
После демобилизации в 1945 преподавал в Львовском государственном университете в Ужгороде.
Вернулся на химический факультет В. М. Потапов в 1953, поступив в аспирантуру на кафедру органической химии. Он досрочно защитил кандидатскую диссертацию «Синтетические и стереохимические исследования в ряду α-фенилэтиламина», выполнял которую под руководством члена-корреспондента АН СССР А. П. Терентьева. В 1964 защитил докторскую диссертацию, а 1966 году Виктор Михайлович стал профессором кафедры. В 1970 возглавил лабораторию специального органического синтеза. Помимо того Потапов работал в числе редакторов журнала «Аналитическая химия», издательств «Мир» и «Химия».

## Научные исследования
В. М. Потапов — один из ведущих специалистов своего времени в области стереохимии. Основным направлением его работы было изучение строения и стереохимии комплексных и органических соединений. Потапов был первым в СССР, кто освоил и внедрил метод спектрополяриметрии в практику исследования этих соединений. Он руководил разработкой принципиально новых методов синтеза оптически активных веществ, среди которых много нашедших практическое применение: биологически-активные соединения, присадки к смазочным маслам, экстрагенты благородных металлов, соединения, обладающие свойствами катализаторов, гербицидов, фотосенсибилизаторов, жидких кристаллов. В его лаборатории были изучены и предложены новые методы расщепления рацематов разных классов органических соединений на энантиомеры, включительно, с использованием циклопалладированных соединений и комплексов с переносом заряда. Потапов достиг существенных результатов в области стереоспецифического синтеза и катализа: синтез и асимметрическое алкилирование γ-пипередонов, синтез катализаторов на основе α-фенилэтиламина. Его стараниями были получены важные результаты при изучении стереохимии хелатных соединений, а, так же, реакций присоединения к Шиффовым основаниям.
Им опубликовано более 400 работ, среди которых 11 книг и 18 авторских свидетельств.

## Педагогическая деятельность
По окончании войны Потапов преподавал в Львовском государственном университете в Ужгороде. Здесь Виктор Михайлович возглавлял кафедру органической химии, а далее занимал должность декана химического факультета.
Виктор Михайлович — создатель нового спецкурса для аспирантов и слушателей повышения квалификаций — «Химическая информация». Он более 20 лет читал для студентов спецкурс лекций «Стереохимия», так же созданный им.
В. М. Потапов был членом научно-методического совета по химии МИНВУЗа СССР, председателем и заместителем председателя методологической комиссии органической химии и химического факультета МГУ соответственно. Виктор Михайлович принимал активное участие в работе по повышению квалификации учителей средней школы и преподавателей ВУЗов. Им написано много и книг, в том числе учебников для средней школы, техникумов и университетов, пользовавшихся популярностью, некоторые из которых переведены на языки других стран и народов СССР, а, так же, английский, французский, испанский и болгарский языки. Общий тираж опубликованных книг превысил миллион экземпляров.

## Основные труды

### Книги
- Терентьев А. П., Кост А. Н., Потапов В. М. Номенклатура органических соединений. М.: Изд-во АН СССР, 1955. 302 с.
- Терентьев А. П., Потапов В. М. Основы стереохимии. М.; Л.: Химия, 1964. 688 с.
- Потапов В. М. Пособие по номенклатуре органических соединений. М.: МГУ, 1969. 52 с.
- Потапов В. М. Органическая химия. Пособие для учителей. М.: Просвещение, 1970. 389 с.
- Потапов В. М. Задачи и упражнения по органической химии. Учеб. пособие для хим.техникумов. М., Химия, 1975. 205 с.
- Потапов В. М., Кочетова Э. К. Что, где и как искать химику в литературе. М.: Химия, 1978. 304 с.
  - Потапов В. М. Химическая информация. Где и как искать химику нужные сведения: Справочник. - Москва, 1988.
- Дунина В. В., Рухадзе Е. Г., Потапов В. М. Получение и исследование оптически активных веществ. М.: Изд. Моск. ун-та., 1979. 328 с.
  - Органическая химия : Пособие для учителя / . М. Потапов. - 3-е изд., перераб. - Москва : Просвещение, 1983. - 367 с. : ил.
- Стереохимия : [Учеб. пособие для хим. спец. ун-тов] / В. М. Потапов. - 2-е изд., перераб. - Москва : Химия, 1988. - 463 с. : ил.; 24 см.; ISBN 5-7245-0376-X

### Избранные статьи
- Терентьев А. А., Потапов В. М. Фотоэлектрический спектрополяриметр и дисперсия вращения некоторых аминов в видимой и ультрафиолетовой области спектра // Журн. общ. химии, 1961, т. 31, № 3, с. 1003—1010

### Диссертации
- Потапов, Виктор Михайлович. Синтетические и стереохимические исследования в ряду альфа-фенилэтиламина : диссертация ... кандидата химических наук : 02.00.00. - Москва, 1956. - 248 с. : ил.
- Потапов, Виктор Михайлович. Спектрополяриметрический метод в органической химии : диссертация ... доктора химических наук : 02.00.00. - Москва, 1963. - 421 с. : ил.

## Общественная и политическая деятельность
С 1944 года М. В. Потапов являлся членом КПСС. Избирался секретарем партийной организации химических факультетов университетов, в которых преподавал, в том числе в Московском университете. Работая в МГУ, более десяти лет являлся председателем правления общества дружбы народов СССР-ГДР.

## Почести и награды
- Орден Красной Звезды (1944).
- Орден Отечественной войны II степени (1945).
- звание заслуженного деятеля науки РСФСР (1978).
- Второй Орден Отечественной войны II степени (1985).

Кроме того, Виктор Михайлович награждён 11 медалями СССР и 4 медалями ГДР, не раз награждался грамотами МИНВУЗа СССР, Союза дружбы с зарубежными странами, общества «Знание».
Практические результаты работы лаборатории специальной органической химии под руководством Потапова награждены бронзовой медалью ВДНХ СССР.
За труды в области написания учебников и других книг, В. М. Потапов был отмечен знаками «Отличник просвещения СССР» и «[[Отличник народного просвещения РСФСР|Отличник народного просвещения РСФСР]]».

## Личные качества
В статье-поздравлении с юбилеем профессора В. М. Потапова, опубликованной в Вестнике Московского университета в 1987 году, пишется следующее:
Виктору Михайловичу неизменно присущи не только жизненный, но и научный оптимизм, безошибочное ощущение главного и актуального в любой проблеме, что в сочетании с колоссальным трудолюбием обеспечивает успех всех его начинаний. Его справедливость, партийная принципиальность, внимание к окружающим снискали ему всеобщую любовь и уважение